# جزر الولايات المتحدة الصغيرة النائية
جزر الولايات المتحدة الصغيرة النائية هي تسمية إحصائية أوجدها المعيار الدولي أيزو 3166-1، تتكون من ثمانية من مقاطعات الولايات المتحدة في المحيط الهادئ (جزيرة بيكر، جزيرة هاولاند، جزيرة جارفيس، جزيرة جونستون المرجانية، جزيرة كينجمان رييف، جزيرة ميدواي ألتو، جزر بالميرا المرجانية وجزيرة ويك) وواحدة في البحر الكاريبي (جزيرة نافاسا).